# Mueang
Mueang (en tailandés: เมือง), Muang (en lao: ເມືອງ), Mường (en vietnamita) o Mong (Shan) fueron ciudades-estado o pincipados con un alto nivel de independencia en las actuales  Tailandia, Laos y el Estado de Shan de Birmania. Los mueang menores estaban subordinados a los mueang vecinos más poderosos, que a su vez estaban subordinados al rey. Estos mueang más poderosos, a veces llamados reino, ocasionalmente trataron de adquirir total independencia frente al poder real.
En Siam estas ciudades-estado se convirtieron en las provincias actuales (changwat) durante las reformas del Príncipe Damrong Rajanubhab. El término mueang fue oficialmente cambiado por el de Changwat en 1916. El término mueang aún se pueden encontrar en la toponimia de los distritos capitales de las provincias de Tailandia (amphoe mueang), así como para las localidades que tienen estatuto de ciudad  (thesaban mueang). Algunos distritos también contienen el término mueang como parte de su nombre. En Laos, las provincias están subdivididas en Muang, traducido comúnmente como distritos.